# 4121 Carlin
4121 Carlin è un asteroide della fascia principale del diametro medio di circa 6,82 km. Scoperto nel 1986, presenta un'orbita caratterizzata da un semiasse maggiore pari a 2,3738331 UA e da un'eccentricità di 0,2543521, inclinata di 23,10379° rispetto all'eclittica.